# Bart Veldkamp
Bart Veldkamp (n. 22 noiembrie 1967, Haga, Olanda de Sud, Țările de Jos) este un patinator de viteză ce a reprezentat Regatul Țărilor de Jos, medaliat olimpic. A participat la 5 ediții ale Jocurilor Olimpice (1992, 1994, 1998, 2002, 2006) în care a câștigat o medalie de aur și două medalii de bronz.